# Брезова Глава
Брезова Глава је насељено мјесто у саставу града Карловца, на Кордуну, у Карловачкој жупанији, Република Хрватска.

## Географија
Брезова Глава се налази око 15 км југоисточно од Карловца.

## Историја
Брезова Глава се од распада Југославије до августа 1995. године налазила у Републици Српској Крајини.

## Култура
Припада парохији Тушиловић у саставу Архијерејског намјесништва карловачког Епархије Горњокарловачке.

## Становништво
Према попису становништва из 2011. године, насеље Брезова Глава је имало 135 становника.
| Националност       | 1991. | 1981. | 1971. | 1961. |
| Срби               | 176   | 162   | 235   | 252   |
| Југословени        | 11    | 58    | 2     | 2     |
| Хрвати             | 10    | 9     | 8     | 4     |
| остали и непознато | 4     | 1     | 1     |       |
| Укупно             | 201   | 230   | 246   | 258   |

| Демографија | Демографија | Демографија |
| Година      | Становника  | Становника  |
| ----------- | ----------- | ----------- |
| 1961.       | 258         |             |
| 1971.       | 246         |             |
| 1981.       | 230         |             |
| 1991.       | 201         |             |
| 2001.       | 192         |             |
| 2011.       |             | 135         |

## Попис 1991.
На попису становништва 1991. године, насељено место Брезова Глава је имало 201 становника, следећег националног састава:
| Попис 1991.‍  | Попис 1991.‍  | Попис 1991.‍ | Попис 1991.‍ | Попис 1991.‍ |
| ------------ | ------------ | ----------- | ----------- | ----------- |
|              |              |             |             |             |
| Срби         | Срби         |             | 176         | 87,56%      |
| Југословени  | Југословени  |             | 11          | 5,47%       |
| Хрвати       | Хрвати       |             | 10          | 4,97%       |
| неопредељени | неопредељени |             | 2           | 0,99%       |
| непознато    | непознато    |             | 2           | 0,99%       |
| укупно: 201  |              |             |             |             |